# Aboubakar Sidick Tetndap Nsangou
 (juin 2024).
La mise en forme du texte ne suit pas les recommandations de Wikipédia : il faut le « wikifier ».
Les points d'amélioration suivants sont les cas les plus fréquents :
- Les titres sont pré-formatés par le logiciel. Ils ne sont ni en capitales, ni en gras.
- Le texte ne doit pas être écrit en capitales (les noms de famille non plus), ni en gras, ni en italique, ni en « petit »…
- Le gras n'est utilisé que pour surligner le titre de l'article dans l'introduction, une seule fois.
- L'italique est rarement utilisé : mots en langue étrangère, titres d'œuvres, noms de bateaux, etc.
- Les citations ne sont pas en italique mais en corps de texte normal. Elles sont entourées par des guillemets français : « et ».
- Les listes à puces sont à éviter, des paragraphes rédigés étant largement préférés. Les tableaux sont à réserver à la présentation de données structurées (résultats, etc.).
- Les appels de note de bas de page (petits chiffres en exposant, introduits par l'outil «  Source ») sont à placer entre la fin de phrase et le point final[comme ça].
- Les liens internes (vers d'autres articles de Wikipédia) sont à choisir avec parcimonie. Créez des liens vers des articles approfondissant le sujet. Les termes génériques sans rapport avec le sujet sont à éviter, ainsi que les répétitions de liens vers un même terme.
- Les liens externes sont à placer uniquement dans une section « Liens externes », à la fin de l'article. Ces liens sont à choisir avec parcimonie suivant les règles définies. Si un lien sert de source à l'article, son insertion dans le texte est à faire par les notes de bas de page.
- La présentation des références doit suivre les conventions bibliographiques. Il est recommandé d'utiliser les modèles {{Ouvrage}}, {{Chapitre}}, {{Article}}, {{Lien web}} et/ou {{Bibliographie}}. Le mode d'édition visuel peut mettre en forme automatiquement les références.
- Insérer une infobox (cadre d'informations à droite) n'est pas obligatoire pour parachever la mise en page.

Pour une aide détaillée, merci de consulter Aide:Wikification.
Si vous pensez que ces points ont été résolus, vous pouvez retirer ce bandeau et améliorer la mise en forme d'un autre article.
 (juin 2024).
Aboubakar Sidick Tetndap Nsangou, né le 3 septembre 1995, est un athlète camerounais spécialiste des épreuves de sprint et de demi-fond. Il remporte la médaille d'or aux championnat d'Afrique centrale d’athlétisme.

## Carrière
En 2022, il remporte la médaille d'or à l'épreuve des 400 mètres lors du grand prix CAA tenu à Douala au Cameroun.
En 2015, il participe au championnat d'Afrique centrale d'athlétisme à Yaoundé au Cameroun à l’issue duquel il obtient la médaille d'or aux 400 mètres et en 4x400 mètres,.
Dans le classement mondial, il occupe la 203e place aux 400 m hommes et la 3786e place au classement général des hommes.

## Palmarès
| Date | Compétition                                 | Lieu    | Résultat | Epreuve   | Temps   |
| ---- | ------------------------------------------- | ------- | -------- | --------- | ------- |
| 2022 | 4è Meeting interclubs                       | Yaoundé | 1er      | 400 m     | 46:29   |
| 2022 | 2è meeting interclubs                       | Yaoundé | 2è       | 400 m     | 21:03   |
| 2022 | Grand prix international CAA                | Douala  | 1er      | 400 m     | 46:96   |
| 2021 | Meeting Interclubs                          | Douala  | 1er      | 400 m     | 46:89   |
| 2019 | Grand prix CAA                              | Yaoundé | 2è       | 400 m     | 46:47   |
| 2019 | Coupe du Cameroun d'athlétisme              | Yaoundé | 1er      | 400 m     | 46:80   |
| 2015 | Championnat d'Afrique centrale d'athlétisme | Yaoundé | 1er      | 400 m     | 47:48   |
| 2015 | Championnat d'Afrique centrale d'athlétisme | Yaoundé | 1er      | 4 × 400 m | 3:14:44 |